# 가샤도쿠로

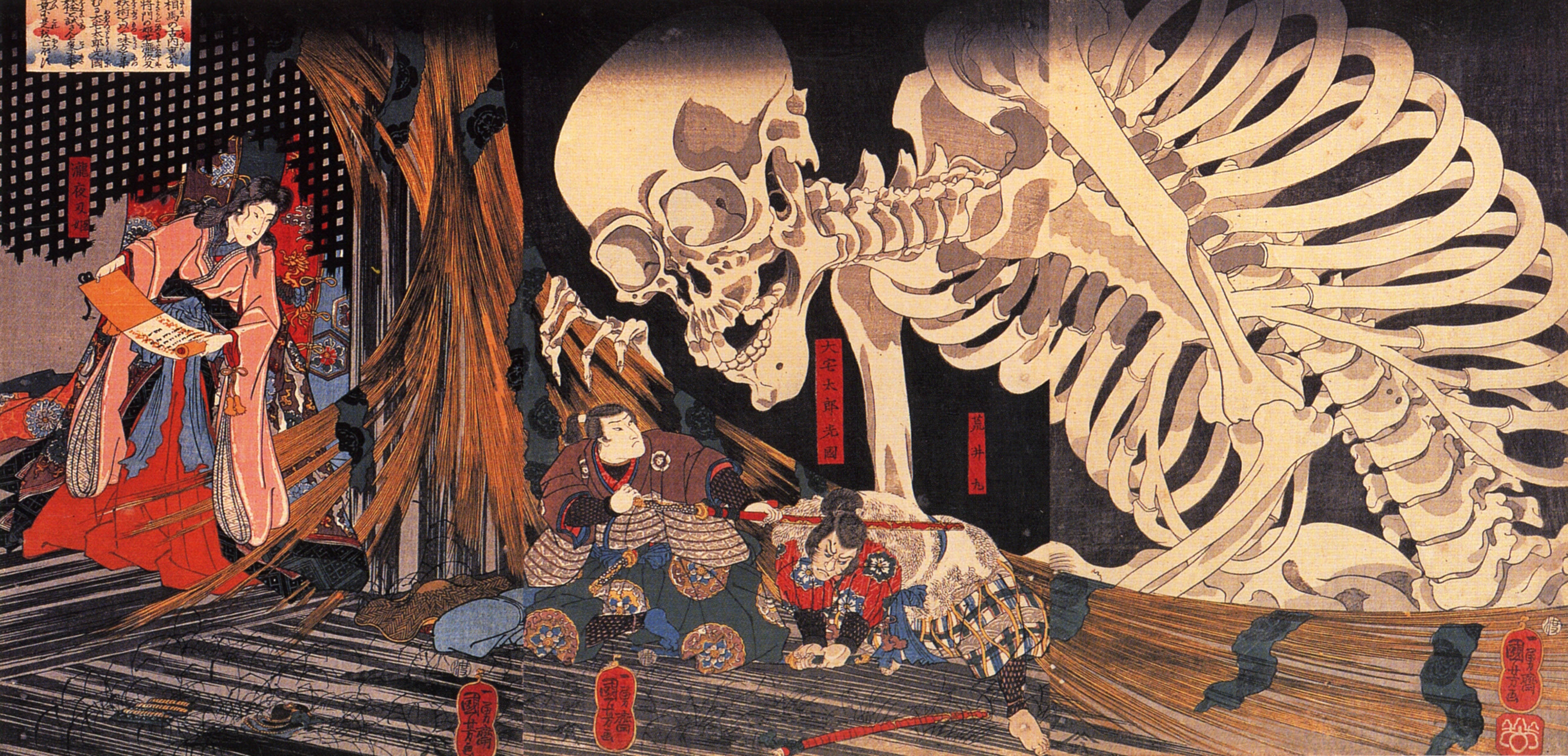
우타가와 쿠니요시의 『소마의 고내리』(1845-46년경).

가샤도쿠로(일본어: 餓者髑髏)는 일본의 요괴다. 전사자나 낙오자 등 매장되지 못한 사망자들의 해골과 원념이 모여 거대한 해골의 모습이 된 것이라고 한다. 한밤중에 딱딱거리는 소리를 내며 헤매고 다니다가, 산 자를 발견하면 덤벼들어 꽉 쥐어 으깨 잡아먹는다고 한다.
사실 쇼와 중기에 창작된 요괴로, 민간전승에서 유래된 것이 아니다. 1960년대 후반에 간행된 아동서적류에서 창작되었으며, 최초로 등장한 것은 야마우치 시게아키(山内重昭)의 『세계괴기스릴러전집 2: 세계의 몬스터』(아키타서점, 1968년)에 수록된 사이토 모리히로의 글이다. 같은 시기 미즈키 시게루와 사토 아리후미에 의해서도 다루어졌으며, 1970년대 이후에도 이 두 사람의 저서를 통해 계속 소개되면서 확대 재생산되었다.
사토의 저서 『일본요괴도감』(1972년)의 도판이나, 미즈키가 그리 요괴화에서는 모두 “가샤도쿠로”의 모습으로 우타가와 쿠니요시의 우키요에 『소마의 고내리』(相馬の古内裏)에 그려진 거대한 해골 그림을 참조하고 있다. 사실 이 그림은 산토 쿄덴의 독본 『우토우 야스카타 충의전』에서 타이라노 마사카도의 딸 타키야샤 히메가 소환한 해골 요괴가 오오야타로 미츠쿠니에게 덤벼드는 장면을 묘사한 것이다. 원작 독본에서는 등신대의 해골이 다수 나타나는 장면인데, 우타가와의 우키요에에서는 거대한 해골 1구로 그리고 있는 점에 특색이 있다. 즉 현대에 창작된 요괴인 가샤도쿠로와 원래 전혀 관계가 없지만, 오늘날 가샤도쿠로의 이미지라고 하면 이 그림이 연상되고 있다.
미즈키 시게루의 저서의 「가샤도쿠로」 항목에는 “가샤도쿠로는 아니지만”이라는 단서를 달고 해골에 관한 다른 설화가 함께 실려 있다. 『일본영이기』에 있는 설화를 인용한 것으로, 빈고국(오늘날의 히로시마현)의 한 남자가 밤중에 들판에서 “눈이 아파”라는 섬뜩한 신음을 듣고 해골을 발견했다. 해골의 눈구멍에 죽순이 튀어나와 있었기에 그것을 제거해 주고 건반(말린 밥)을 주었는데, 해골이 자신이 살해당한 경위 등의 신세한탄을 하고 은혜를 베풀어 주었다는 내용이다. 이 설화가 가샤도쿠로 전설로 혼동되는 경향도 있지만, 가샤도쿠로는 20세기 후반에 창작된 것이므로, 역시 관련성은 없다.